# 渡波駅
渡波駅（わたのはえき）は、宮城県石巻市渡波町一丁目にある、東日本旅客鉄道（JR東日本）石巻線の駅である。

## 歴史

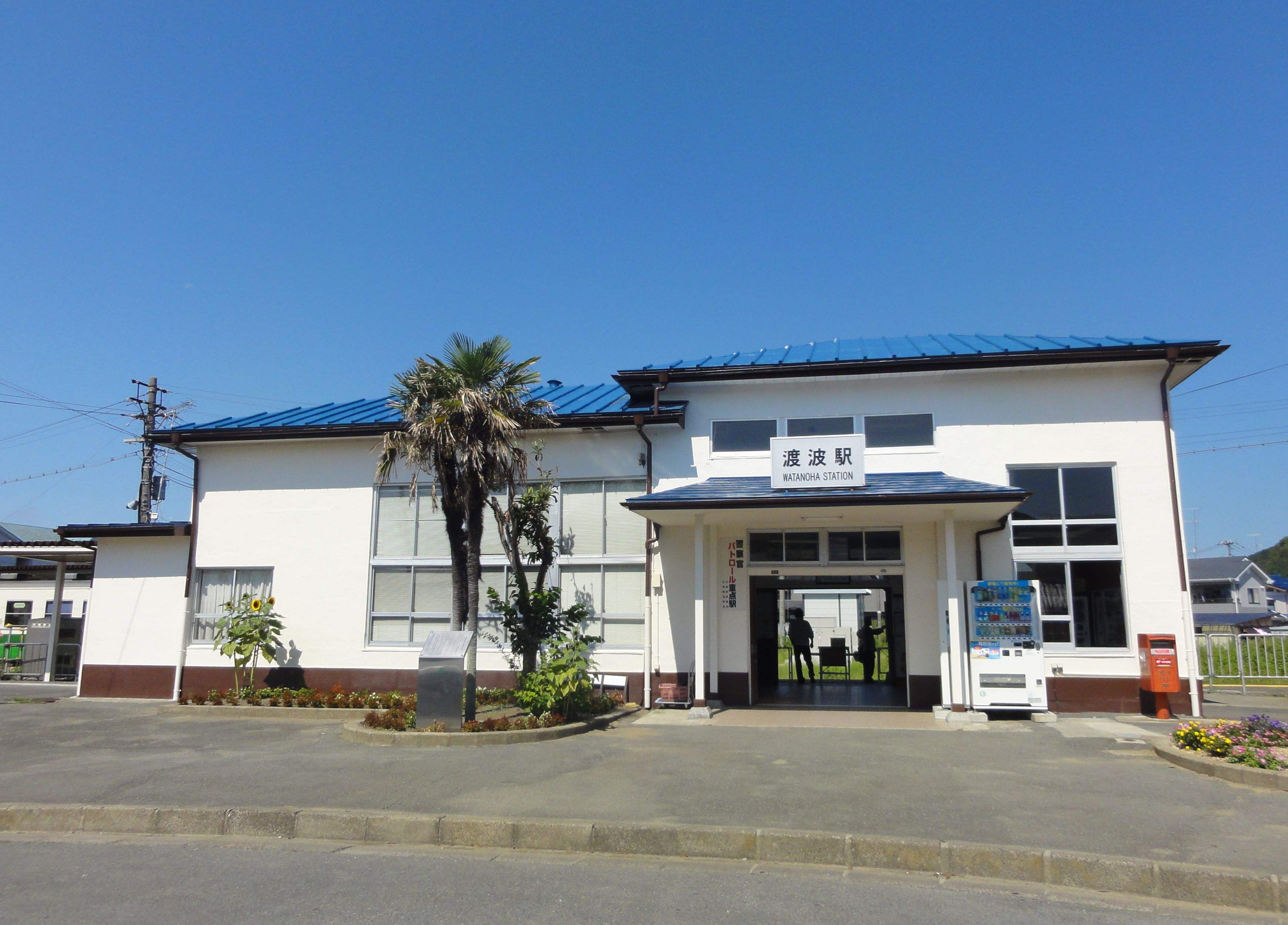
改築前の駅舎（2012年9月）

- 1939年（昭和14年）10月7日：鉄道省石巻線の駅として開業[1][2]。
- 1984年（昭和59年）1月15日：貨物の営業を廃止[注 1][2]。
- 1985年（昭和60年）3月14日：荷物の扱いを廃止[2]。
- 1987年（昭和62年）4月1日：国鉄分割民営化に伴い、東日本旅客鉄道（JR東日本）の駅となる[2]。
- 2005年（平成17年）4月1日：駅業務を東北総合サービスに委託。
- 2011年（平成23年）3月11日：東北地方太平洋沖地震とそれに伴う大津波の影響により、全線で不通となる。
- 2012年（平成24年）3月17日：石巻駅 - 当駅間の復旧により、営業を再開[4]。
- 2013年（平成25年）3月16日：当駅 - 浦宿駅間が復旧[5][6][新聞 2]。
- 2016年（平成28年）8月6日：仙石東北ラインの一部列車が直通運転を開始し、停車駅となる[報道 2]。
- 2020年（令和2年）3月14日：終日無人化[3][新聞 1]。
- 2023年（令和5年）3月24日：新駅舎の利用を開始[報道 1][報道 3]。
- 2024年（令和6年）10月1日：えきねっとQチケのサービスを開始[7][報道 4]。

## 駅構造
相対式ホーム2面2線を有する地上駅である。小牛田統括センター（石巻駅）が管理する無人駅で、自動券売機が設置されている。互いのホームは構内踏切で連絡している。

### のりば
| 番線 | 路線                            | 方向 | 行先             |
| ---- | ------------------------------- | ---- | ---------------- |
| 1    | ■石巻線                         | 上り | 石巻・小牛田方面 |
| 1    | ■仙石東北ライン                 | 上り | 石巻・仙台方面   |
| 2    | ■石巻線 （■仙石東北ライン含む） | 下り | 女川方面         |

1番線は石巻方からも進入が可能で、当駅で石巻方面への折り返し運転が可能。
なお、女川駅が単線構内で復旧となったため、当駅から女川方面へは列車行き違いや複数進入ができる駅が存在しない。

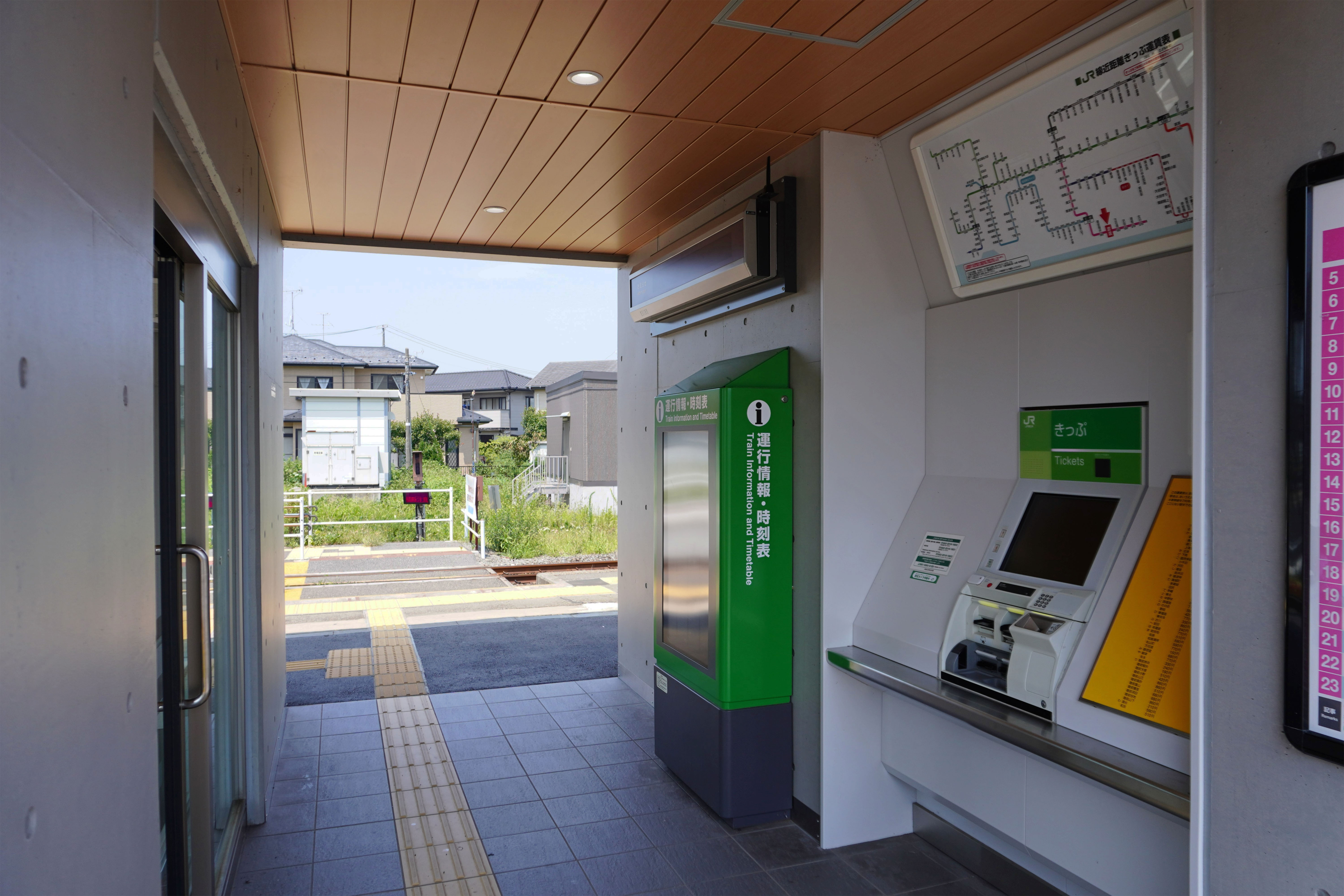
改札口（2023年7月）
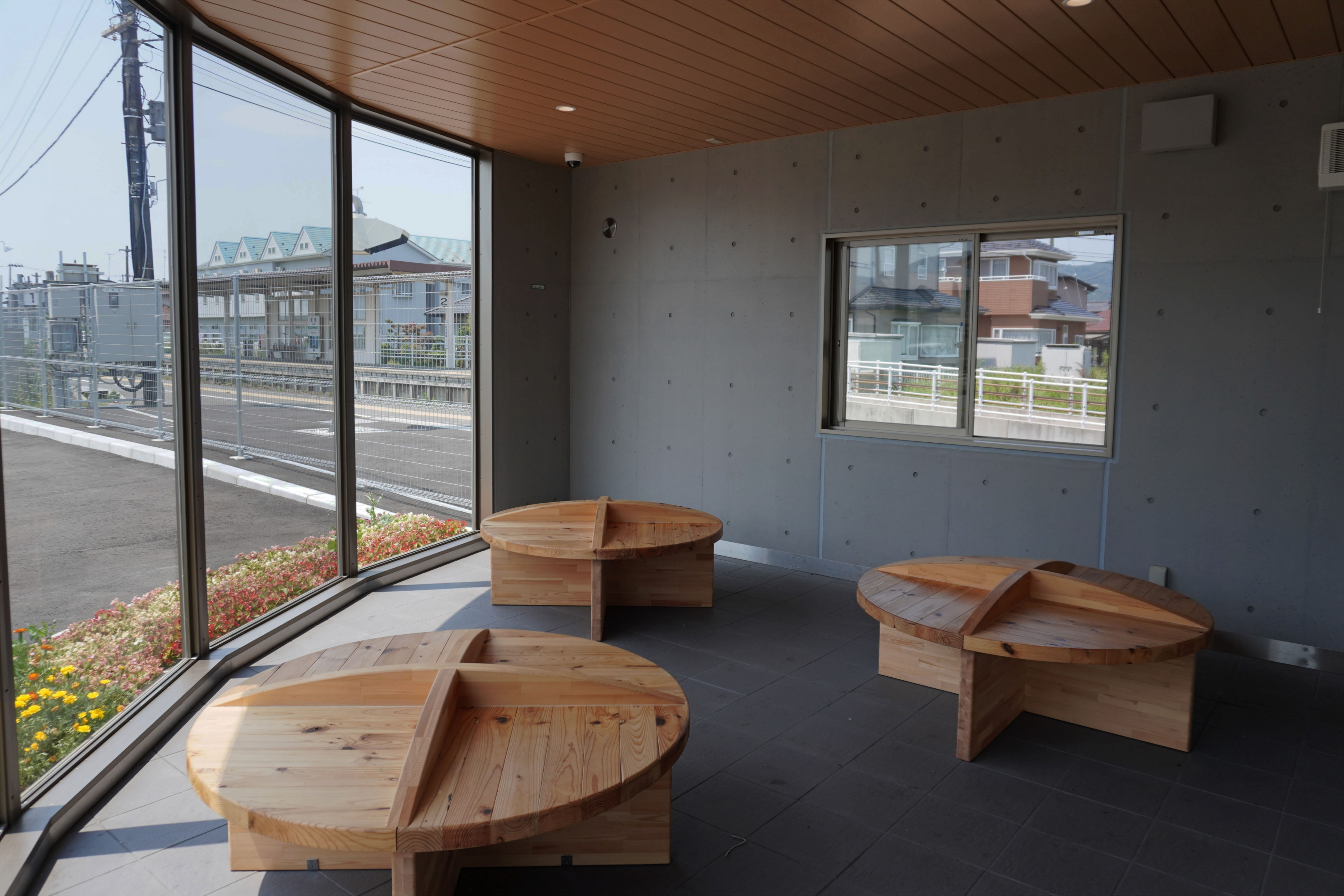
待合室（2023年7月）
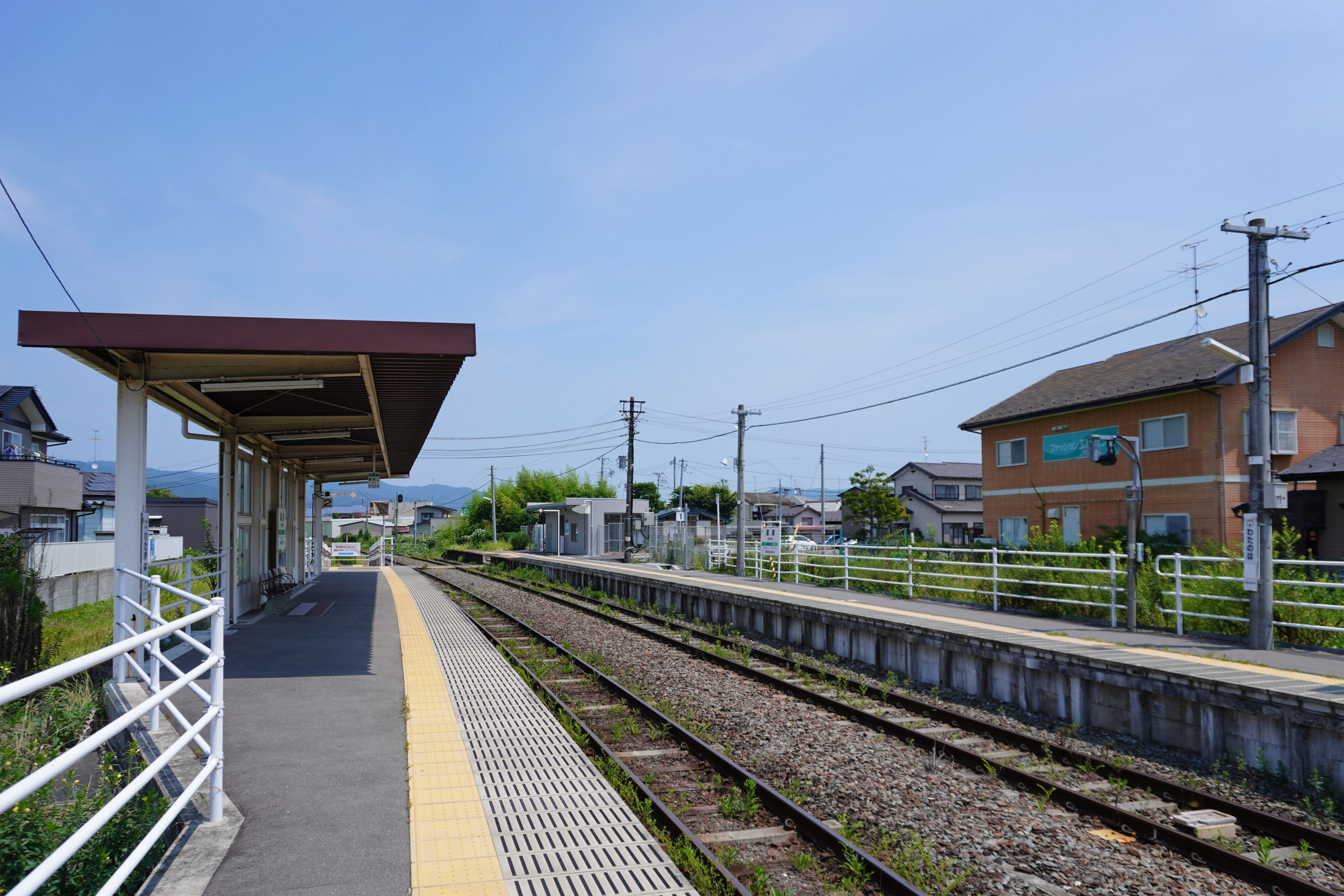
ホーム（2023年7月）
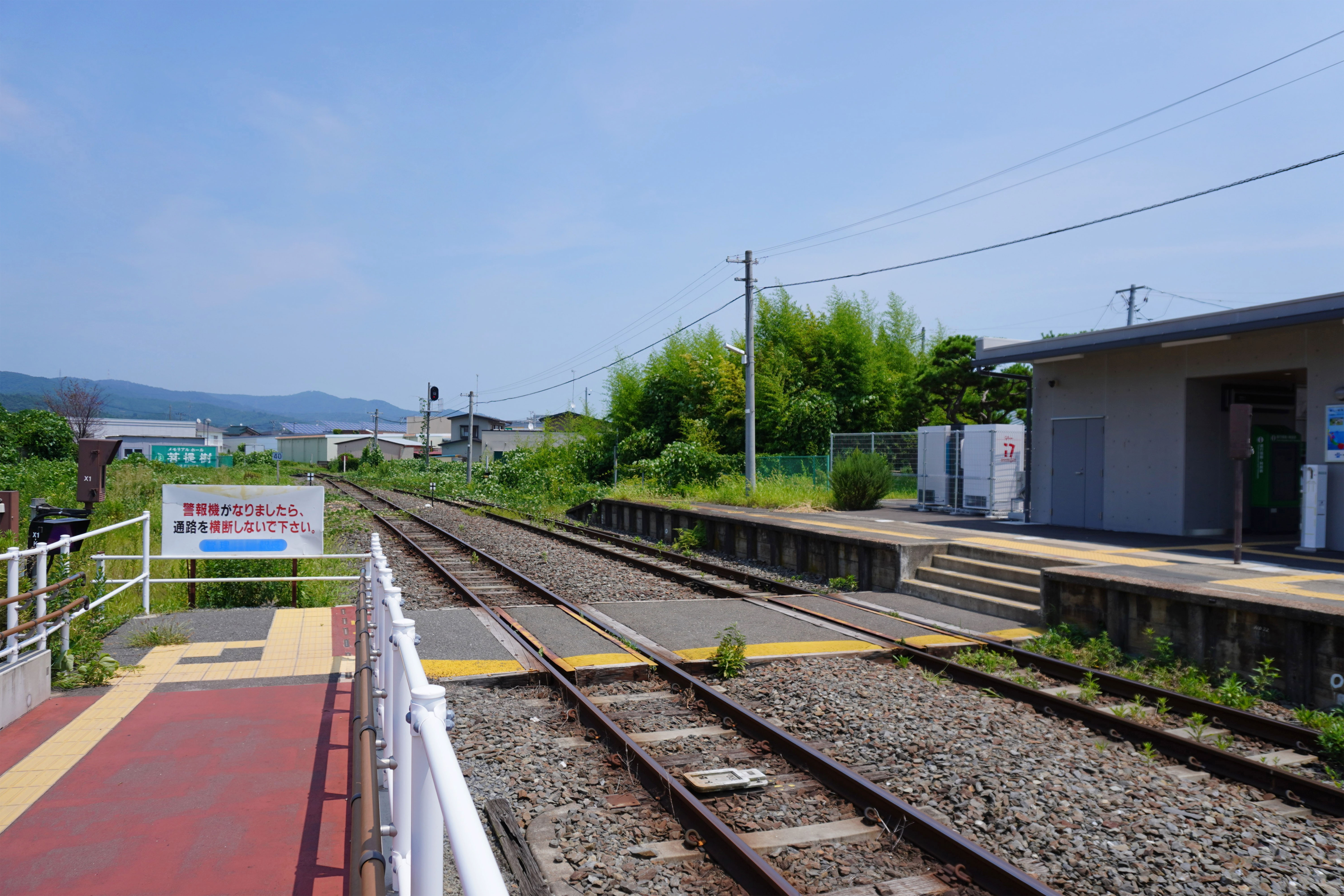
構内踏切（2023年7月）

## 利用状況
JR東日本によると、2000年度（平成12年度）- 2018年度（平成30年度）の1日平均乗車人員の推移は以下のとおりであった。
| 1日平均乗車人員推移 | 1日平均乗車人員推移 | 1日平均乗車人員推移 | 1日平均乗車人員推移 | 1日平均乗車人員推移 |
| 年度                | 定期外              | 定期                | 合計                | 出典                |
| ------------------- | ------------------- | ------------------- | ------------------- | ------------------- |
| 2000年（平成12年）  |                     |                     | 871                 | [ 利用客数 1 ]      |
| 2001年（平成13年）  |                     |                     | 857                 | [ 利用客数 2 ]      |
| 2002年（平成14年）  |                     |                     | 852                 | [ 利用客数 3 ]      |
| 2003年（平成15年）  |                     |                     | 830                 | [ 利用客数 4 ]      |
| 2004年（平成16年）  |                     |                     | 804                 | [ 利用客数 5 ]      |
| 2005年（平成17年）  |                     |                     | 737                 | [ 利用客数 6 ]      |
| 2006年（平成18年）  |                     |                     | 707                 | [ 利用客数 7 ]      |
| 2007年（平成19年）  |                     |                     | 702                 | [ 利用客数 8 ]      |
| 2008年（平成20年）  |                     |                     | 668                 | [ 利用客数 9 ]      |
| 2009年（平成21年）  |                     |                     | 615                 | [ 利用客数 10 ]     |
| 2010年（平成22年）  |                     |                     | 555                 | [ 利用客数 11 ]     |
| 2011年（平成23年）  | 非公表              | 非公表              | 非公表              |                     |
| 2012年（平成24年）  | 115                 | 278                 | 394                 | [ 利用客数 12 ]     |
| 2013年（平成25年）  | 92                  | 373                 | 465                 | [ 利用客数 13 ]     |
| 2014年（平成26年）  | 83                  | 374                 | 458                 | [ 利用客数 14 ]     |
| 2015年（平成27年）  | 97                  | 396                 | 493                 | [ 利用客数 15 ]     |
| 2016年（平成28年）  | 106                 | 418                 | 524                 | [ 利用客数 16 ]     |
| 2017年（平成29年）  | 106                 | 419                 | 525                 | [ 利用客数 17 ]     |
| 2018年（平成30年）  | 110                 | 433                 | 543                 | [ 利用客数 18 ]     |

## 駅周辺
- 石巻市役所渡波支所
- 渡波郵便局
- 万石浦
- 宮城県水産高等学校
- 石巻市立渡波小学校
- 国道398号
- 宮城県道2号石巻鮎川線
- 宮城県道193号渡波停車場線
- みやぎ生協石巻渡波店
- ミヤコーバス「渡波駅前」停留所

## 隣の駅
東日本旅客鉄道（JR東日本）
■石巻線・■■仙石東北ライン
■快速（赤快速）・■普通
陸前稲井駅 - 渡波駅 - 万石浦駅

### 記事本文